# Yates County
Yates County ist ein County im Bundesstaat New York der Vereinigten Staaten. Bei der Volkszählung im Jahr 2020 hatte das County 24.774 Einwohner und eine Bevölkerungsdichte von 28,3 Einwohnern pro Quadratkilometer. Der Verwaltungssitz (County Seat) ist Penn Yan.

## Geographie
Das County hat eine Fläche von 973,3 Quadratkilometern, wovon 97,5 Quadratkilometer Wasserfläche sind.

### Umliegende Gebiete
| Ontario County | Ontario County  | Seneca Count    |
| Ontario County |                 | Seneca Count    |
| Steuben County | Schuyler County | Schuyler County |

## Geschichte
Das County ist nach Joseph C. Yates benannt, einem ehemaligen Gouverneur von New York. Es wurde am 5. Februar 1823 gegründet.
65 Bauwerke und Stätten des Countys sind insgesamt im National Register of Historic Places eingetragen (Stand 21. Februar 2018).

### Einwohnerentwicklung
| Jahr      | 1800   | 1810   | 1820   | 1830   | 1840   | 1850   | 1860   | 1870   | 1880   | 1890   |
| --------- | ------ | ------ | ------ | ------ | ------ | ------ | ------ | ------ | ------ | ------ |
| Einwohner | –      | –      | –      | 19.009 | 20.444 | 20.590 | 20.290 | 19.595 | 21.087 | 21.001 |
| Jahr      | 1900   | 1910   | 1920   | 1930   | 1940   | 1950   | 1960   | 1970   | 1980   | 1990   |
| Einwohner | 20.318 | 18.642 | 16.641 | 16.848 | 16.381 | 17.615 | 18.614 | 19.831 | 21.459 | 22.810 |
| Jahr      | 2000   | 2010   | 2020   | 2030   | 2040   | 2050   | 2060   | 2070   | 2080   | 2090   |
| Einwohner | 24.621 | 25.363 | 24.774 |        |        |        |        |        |        |        |

## Städte und Ortschaften
Zusätzlich zu den unten angeführten selbständigen Gemeinden gibt es im Yates County mehrere villages.
| Ortschaft  | Status | Einwohner (2010) | Gesamte Fläche [km²] | Landfläche [km²]! | Bevölkerungsdichte [Einwohner / km²] | Gründung      | Besonderheit                                                                           |
| ---------- | ------ | ---------------- | -------------------- | ----------------- | ------------------------------------ | ------------- | -------------------------------------------------------------------------------------- |
| Barrington | town   | 1.681            | 96,2                 | 92,6              | 18,2                                 | 6. Apr. 1822  |                                                                                        |
| Benton     | town   | 2.836            | 115,1                | 107,4             | 26,4                                 | 12. Feb. 1803 | Gründungsname: Vernon; umbenannt am 6. April 1808 in Shell, in Benton am 2. April 1810 |
| Italy      | town   | 1.141            | 104,3                | 104,0             | 11,0                                 | 15. Feb. 1815 |                                                                                        |
| Jerusalem  | town   | 4.469            | 169,4                | 151,9             | 29,4                                 | Jan. 1789     |                                                                                        |
| Middlesex  | town   | 1.495            | 88,3                 | 80,0              | 18,7                                 | 1789          | Gründungsname: Augusta; umbenannt am 6. April 1808                                     |
| Milo       | town   | 7.006            | 114,8                | 99,5              | 70,4                                 | 6. März 1818  |                                                                                        |
| Potter     | town   | 1.865            | 96,4                 | 96,4              | 19,3                                 | 26. Apr. 1832 |                                                                                        |
| Starkey    | town   | 3.573            | 101,5                | 85,0              | 42,0                                 | 6. Apr. 1824  |                                                                                        |
| Torrey     | town   | 1.282            | 87,2                 | 58,9              | 21,8                                 | 11. Nov. 1851 |                                                                                        |